# 黒部市

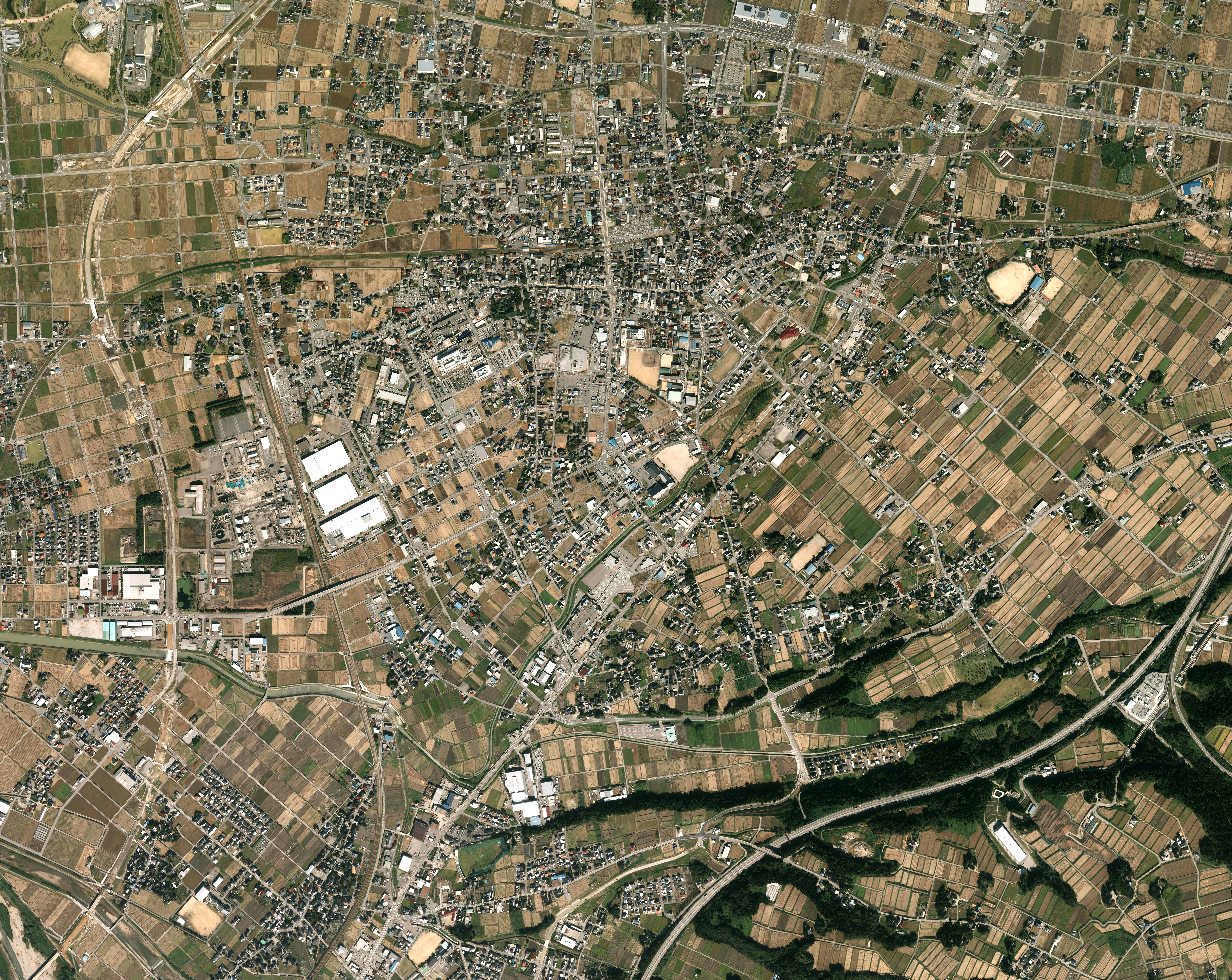
黒部市中心部（三日市地区）周辺の空中写真。2014年10月8日撮影の4枚を合成作成。。

黒部市（くろべし）は、富山県東部に位置する市。黒部川下流域にあり、日本海に面している。直線距離で約40km南東の黒部川上流には黒部ダム（中新川郡立山町）がある。

## 地理
富山県の北東に位置している。北西部の平地に市街地があり、南東の山地は飛騨山脈の端にあたる。
市内には黒部川扇状地湧水群があり名水百選に選ばれている。また、水の郷百選「名水の里 住みよい黒部」にも選ばれている。
- 山：鋲ヶ岳、烏帽子山、僧ヶ岳、駒ヶ岳、小鹿熊山、白馬岳、鹿島槍ヶ岳
- 河川：黒部川、布施川
- 湖沼：みどり湖（布施川ダム）、うなづき湖(宇奈月ダム)、十二貫野湖(十二貫野用水、ため池)
- 滝：鼻の滝、大滝谷の大滝
- 鍾乳洞：黒部峡谷鍾乳洞群（サル穴、ホッタ洞）

- 市庁舎東側入口
- 黒部市役所宇奈月市民サービスセンター（旧市役所宇奈月庁舎）
- 旧市役所黒部庁舎
- 欅平駅ホーム南側のトロッコ電車と黒部川第三発電所。上流に新黒部川第三発電所。奥鐘橋からの展望。

### 隣接している自治体
- 富山県
  - 魚津市
  - 下新川郡：朝日町、入善町
  - 中新川郡：上市町、立山町
- 長野県
  - 大町市
  - 北安曇郡：白馬村

隣接する長野県とは直接結ばれる一般道などがなく、新潟県糸魚川市などを経由するのが最短となる。一般人は利用できないが、黒部峡谷鉄道、上部軌道（関西電力黒部専用鉄道）、黒四発電所、黒部ダムなどを経て乗り継ぐことで交通機関を利用して大町と行き来するルートは存在する。

## 歴史
黒部市中心部である三日市は、江戸時代は北陸道の宿場町として栄え、近代以降は交通の要衝として発展した。
- 1889年 - 町村制の施行により、下新川郡三日市町、生地町、石田村、田家村、村椿村、大布施村、前沢村、荻生村、若栗村及び東布施村が発足する。
- 1954年4月1日 - 下新川郡桜井町及び生地町が合併して、黒部市が発足する。当初は東山村及び内山村も合併させる構想であったが、東山村及び内山村が、愛本村と合併する動きとなったため、桜井町及び生地町の合併に留められた[3]。この時点での人口は32,329人[4]。
- 1954年9月26日 - 日本海を北上する洞爺丸台風の暴風により、三日市町内の電線が漏電して出火。230戸以上を焼く大火となる[5]。
- 1961年 - 黒部電報電話局の現局舎が竣工[6]。
- 1967年 - 市内の市内局番が二桁化される[6]。
- 1967年12月から1973年3月 - 財政再建団体に指定される[7]。
- 1969年 - 精錬所由来のカドミウム汚染の疑いから地域住民への健康調査が行われる[8]。
- 2006年3月31日 - 黒部市及び下新川郡宇奈月町が合併して、黒部市が発足する。2代目の市旗・市章を制定する[9][10]。
- 2008年3月 - 黒部市民憲章制定[11]。
- 2015年10月13日 - 市役所の黒部庁舎と宇奈月庁舎を統合し、現在地に移転。旧宇奈月庁舎は宇奈月市民サービスセンターに転用[12]。新庁舎は第48回中部建築賞を受賞した[13]。
- 2019年4月20日・21日 - 宮野運動公園にて、市が誘致した大規模コンサート「ももクロ 春の一大事 2019 in 黒部市 〜笑顔のチカラ つなげるオモイ〜」を開催し、2日間で約3万人を動員した[14]。

## 人口
| |                                        |  |
| 黒部市と全国の年齢別人口分布（2005年） | 黒部市の年齢・男女別人口分布（2005年） |  |
| ■紫色 ― 黒部市 ■緑色 ― 日本全国 | ■青色 ― 男性 ■赤色 ― 女性              |  |
| 黒部市（に相当する地域）の人口の推移 \| 1970年（昭和45年） \| 41,847人 \| \| \| 1975年（昭和50年） \| 42,338人 \| \| \| 1980年（昭和55年） \| 43,096人 \| \| \| 1985年（昭和60年） \| 43,588人 \| \| \| 1990年（平成2年） \| 43,754人 \| \| \| 1995年（平成7年） \| 43,439人 \| \| \| 2000年（平成12年） \| 43,084人 \| \| \| 2005年（平成17年） \| 42,694人 \| \| \| 2010年（平成22年） \| 41,852人 \| \| \| 2015年（平成27年） \| 40,991人 \| \| \| 2020年（令和2年） \| 39,638人 \| \| |                                        |  |
| 総務省統計局 国勢調査より |                                        |  |
| 1970年（昭和45年） | 41,847人                               |  |
| 1975年（昭和50年） | 42,338人                               |  |
| 1980年（昭和55年） | 43,096人                               |  |
| 1985年（昭和60年） | 43,588人                               |  |
| 1990年（平成2年） | 43,754人                               |  |
| 1995年（平成7年） | 43,439人                               |  |
| 2000年（平成12年） | 43,084人                               |  |
| 2005年（平成17年） | 42,694人                               |  |
| 2010年（平成22年） | 41,852人                               |  |
| 2015年（平成27年） | 40,991人                               |  |
| 2020年（令和2年） | 39,638人                               |  |

合併前の2005年3月31日時点の人口は37,039人。

## 行政

### 歴代市長
旧黒部市

出典→
| 代   | 氏名     | 就任年月日    | 退任年月日    | 備考         |
| ---- | -------- | ------------- | ------------- | ------------ |
| 初代 | 荻野幸作 | 1946年5月3日  | 1958年4月27日 | 元・桜井町長 |
| 2代  | 芦崎久治 | 1958年4月28日 | 1966年4月27日 |              |
| 3代  | 寺田初夫 | 1966年4月28日 | 1974年4月27日 |              |
| 4代  | 岡本春行 | 1974年4月28日 | 1980年1月11日 |              |
| 5代  | 荻野幸和 | 1980年2月24日 | 2004年8月1日  |              |
| 6代  | 堀内康男 | 2004年8月1日  | 2006年3月30日 |              |

新黒部市
| 代             | 氏名     | 就任年月日    | 退任年月日    | 備考         |
| -------------- | -------- | ------------- | ------------- | ------------ |
| 市長職務執行者 | 中谷延之 | 2006年3月31日 | 2006年4月23日 | 元宇奈月町長 |
| 初-3代         | 堀内康男 | 2006年4月22日 | 2018年4月22日 |              |
| 4代            | 大野久芳 | 2018年4月23日 | 2022年4月22日 |              |
| 5代            | 武隈義一 | 2022年4月23日 | 現職          |              |

### 国の機関
- 国土交通省 北陸地方整備局 黒部河川事務所および黒部川出張所、宇奈月ダム管理所、宇奈月砂防出張所
- 国土交通省 北陸地方整備局 富山河川国道事務所 黒部国道維持出張所
- 林野庁 中部森林管理局 富山森林管理署 宇奈月森林事務所
- 環境省 長野自然環境事務所 欅平ビジターセンタ

## 地域

### 警察・消防
警察
- 黒部警察署

消防
- 新川地域消防組合
  - 黒部消防署
  - 宇奈月消防署

### 医療
- 黒部市民病院
- 黒部温泉病院（1986年9月に開院）[17]
- 桜井病院

### 郵便
- 黒部郵便局

### 図書館
- 黒部市立図書館（本館・宇奈月館）

## 経済

### 産業
旧宇奈月町が中心の黒部峡谷鉄道や宇奈月温泉を含む観光産業と、旧黒部市におけるファスナーやアルミ建材の製造産業がある。
かつては日本屈指の精錬所を有する鉱業の街でもあった。1947年、駅の隣接地に日本鉱業と日窒鉱業の出資による三日市精錬所が建設開始。1954年からは電熱蒸留炉で亜鉛を精練していた。亜鉛の精練は1999年に終了したが、敷地跡では2011年よりJX金属三日市リサイクルがリサイクル事業を行っている。

### 農業
市街地のほとんどが水はけの良い黒部川扇状地にあるため、かつては水稲栽培が困難な土地柄であったが、昭和20年代に保水力のある赤土を客土する流水客土の手法により水田の造成、収穫量の増加を見ることができるようになった。昭和40年代に入ると、市内の精錬所由来の排煙や排水により農用地においてカドミウムの集積が進行。1970年には、富山県が市内の一部を暫定汚染対策区域に指定し、収穫したコメの処分や稲作の中止が行われるレベルとなった。これら汚染地では、汚染土の除去と客土が行われ安全性が確認された場所では、汚染対策区域の解除が進められた。長年の対策の結果、地域の2014年度産のコメのカドミウム濃度は、食品衛生法が定める基準値を大きく下回るレベルとなっている。

### 商業
- 黒部ショッピングセンター メルシー

黒部市の中心部にある、黒部市の中心的な商業施設のひとつ。1982年8月7日に開業。食品スーパーの『アイル』を中心に、衣料品店や雑貨店、飲食店などが集中していた。2014年8月31日に改修工事のため閉店、12月11日にリニューアルオープン。食品テナントが『アイル』から『大阪屋ショップ』となった。同時に『BOOKSなかだ』も入居。
- PLANT黒部店[20]
- 原信黒部店
- 大阪屋ショップ黒部店
- 大阪屋ショップ宇奈月店
- マックスバリュ黒部コラーレ前店
- ジャンプ黒部店
- エディオン黒部店(100万ボルトより改称)
- コメリパワー黒部店（2023年8月10日にコメリハード＆グリーン黒部店を増築して開業[21]
- 明文堂書店 TSUTAYA黒部店

過去に存在していた商業施設
- 黒部サティ→アピタ黒部店 - 2015年5月まではジョーシン黒部アピタ店も入居していたが、ジョーシン撤退により売上が低迷したため2017年8月20日に閉店[22][23]。
- アルビス黒部店
- ジョーシン 黒部店 - アピタ黒部店に移転する前の店舗。
- ヤマダデンキ黒部店

過去に存在していた映画館
- ひかり劇場 - 映画館。1950年代～1960年代末。
- 桜井中央劇場（桜井中劇） - 映画館。1957年の暮れより建設し、1958年5月竣工。建坪150坪鉄筋コンクリート造[25]。1960年代末閉店。
- 桜井銀映 - 映画館。1950年秋～1963年頃。その後パチンコ店、大型家具店などを経て建物が解体され、現在は椚町商店街利用客用の駐車場となっている[26]。
- 生地中央劇場 - 映画館。1950年代～1960年代。
- 生地劇場 - 映画館。1950年代～1960年代。

## マスメディア
- 新川コミュニティ放送（ラジオ・ミュー、コミュニティ放送局）
  - 市内には北日本新聞、富山新聞、北陸中日新聞の取材拠点が所在する。

## 姉妹都市・提携都市
- スドウェスト・フリースラン市（オランダフリースランド州）
  - 1970年9月10日 姉妹都市提携
- 根室市（北海道）
  - 1976年10月19日 姉妹都市提携
- メーコン・ビブ郡（アメリカ合衆国ジョージア州）
  - 1977年5月10日 姉妹都市提携[27]
- 大崎市（宮城県）
  - 2021年11月5日 姉妹都市提携
- 三陟市（大韓民国江原特別自治道）
  - 国際友好都市提携

～笑顔のチカラ つなげるオモイ～ 地域連携協定（ももいろクローバーZが行う地域創生を目的としたライブの、開催地間で結ばれる協定）
- 埼玉県富士見市 - 2017年開催地
- 滋賀県東近江市 - 2018年開催地

## 教育

### 小学校
- 黒部市立生地小学校
- 黒部市立石田小学校
- 黒部市立荻生小学校
- 黒部市立たかせ小学校
- 黒部市立中央小学校
- 黒部市立村椿小学校
- 黒部市立桜井小学校
- 黒部市立若栗小学校
- 黒部市立宇奈月小学校

### 中学校
- 黒部市立明峰中学校
- 黒部市立清明中学校

### 高等学校
- 富山県立桜井高等学校

### 特別支援学校
- 富山県立にいかわ総合支援学校

過去に存在した学校

小学校

中学校

## 交通

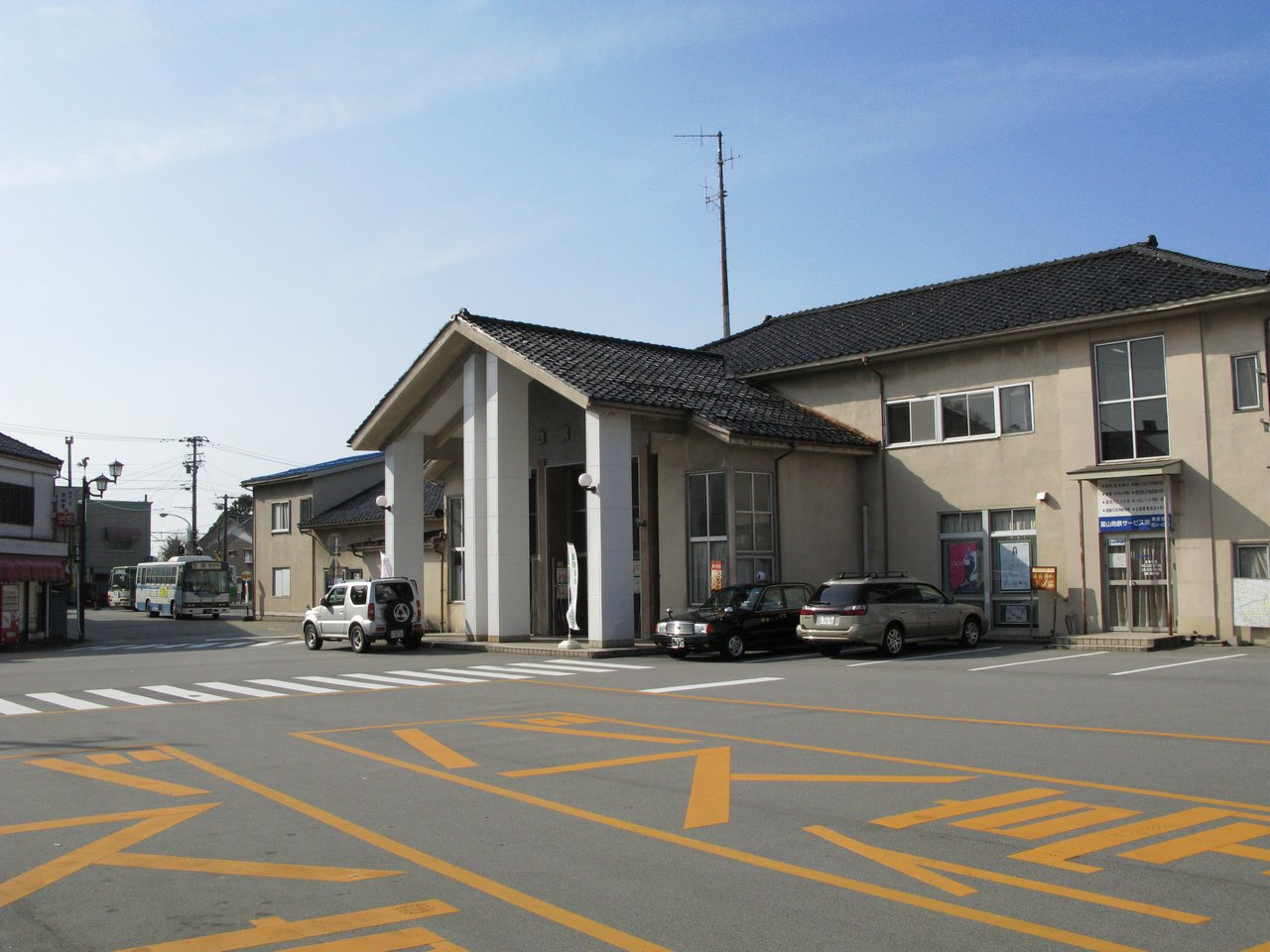
電鉄黒部駅前

### 鉄道路線
- 西日本旅客鉄道
  - 北陸新幹線：黒部宇奈月温泉駅
- あいの風とやま鉄道
  - あいの風とやま鉄道線：黒部駅 - 生地駅
- 富山地方鉄道
  - 本線：電鉄石田駅 - 電鉄黒部駅 - 東三日市駅 - 荻生駅 - 長屋駅 - 新黒部駅 - 舌山駅 - 若栗駅 - 栃屋駅 - 浦山駅 - 下立口駅 - 下立駅 - 愛本駅 - 内山駅 - 音沢駅 - 宇奈月温泉駅
- 黒部峡谷鉄道（全線市内、斜体の駅は関西電力専用駅）
  - 本線：宇奈月駅 - 柳橋駅 - 森石駅 - 黒薙駅 - 笹平駅 - 出平駅 - 猫又駅 - 鐘釣駅 - 小屋平駅 - 欅平駅
- 中心となる駅：黒部駅

### 路線バス
- 富山地方鉄道

### 道路

#### 高速道路
- 北陸自動車道：黒部IC

#### 一般国道
- 国道8号
  - 入善黒部バイパス

#### 都道府県道
- 主要地方道
  - 富山県道2号魚津生地入善線
  - 富山県道13号朝日宇奈月線
  - 富山県道14号黒部宇奈月線
  - 富山県道45号黒部朝日公園線
  - 富山県道53号若栗生地線
  - 富山県道63号入善宇奈月線
  - 富山県道67号宇奈月大沢野線
- 一般県道
  - 富山県道118号生地停車場線
  - 富山県道119号沓掛生地線
  - 富山県道120号六天天神新線
  - 富山県道122号石田前沢線
  - 富山県道123号石田停車場線
  - 富山県道124号本野三日市線
  - 富山県道125号福平石田線
  - 富山県道126号福平経田線
  - 富山県道150号魚津入善線（旧国道8号）
  - 富山県道314号沓掛魚津線
  - 富山県道328号音沢中ノ口線
  - 富山県道329号中山田家新線
  - 富山県道364号若栗前沢線
  - 富山県道375号富山朝日自転車道線

## 名所・旧跡・観光スポット
生地の湧水めぐり、宇奈月温泉街、くろべ牧場まきばの風などがある。黒部市黒部峡谷口にある宇奈月駅からは、トロッコ電車で日本有数のV字谷の黒部峡谷が見られる。
黒部峡谷・宇奈月温泉

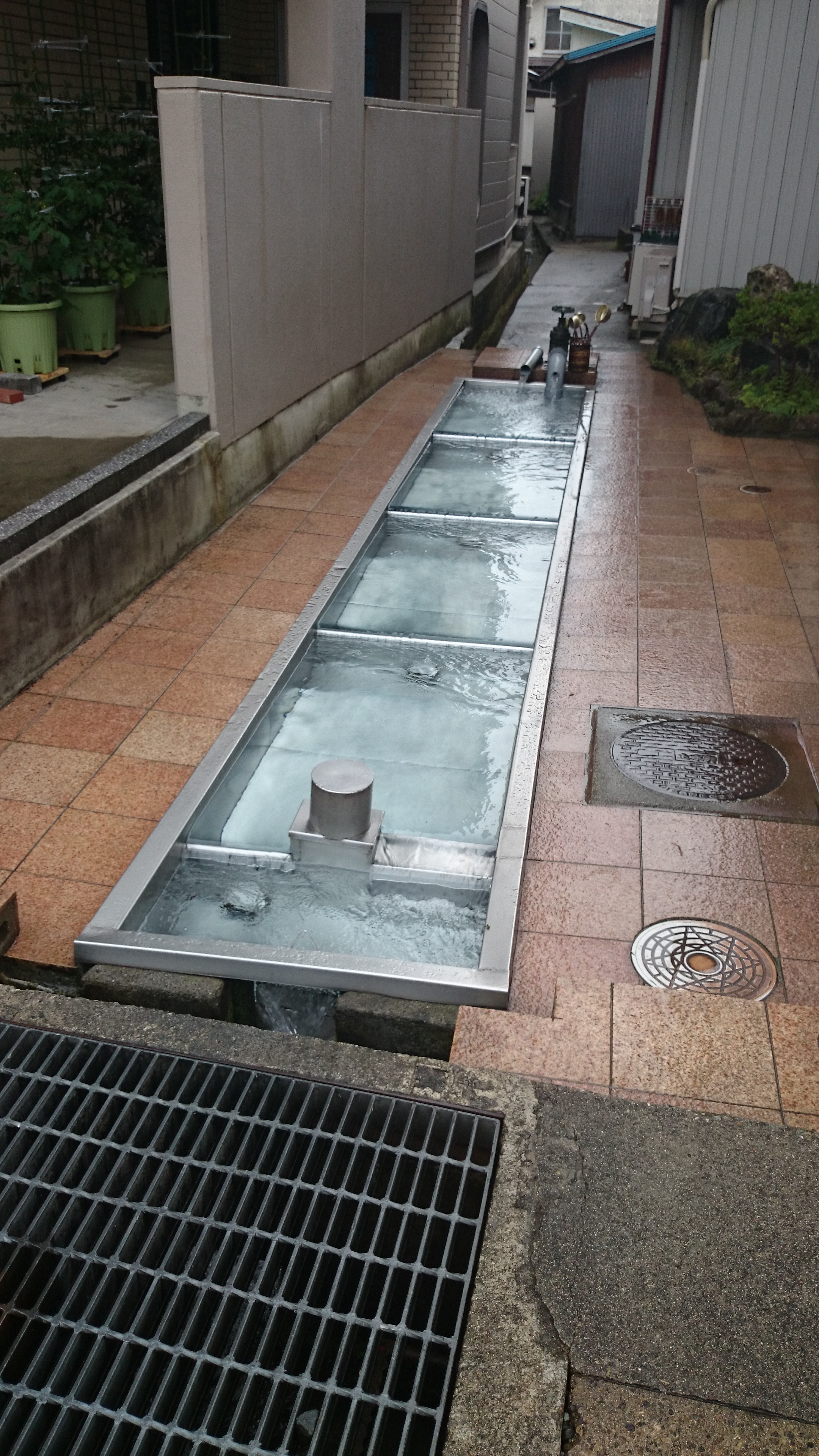
生地の湧水のひとつ、清水庵の清水（しょうず）

- 宇奈月温泉雪のカーニバル（2月第1土曜日）
- 黒部峡谷鉄道（トロッコ電車）
- 宇奈月温泉スキー場
- 道の駅うなづき
  - 黒部市歴史民俗資料館
- 宇奈月温泉事件記念碑
- 祖母谷温泉
- 黒薙温泉
- 名剣温泉

生地
- 魚の駅生地
- 生地中橋
- 生地温泉
- 生地鼻
- 生地鼻灯台
- 黒部漁港
- えびす祭り（8月19日・8月20日）
- たいまつ祭り（10月26日・10月27日）

石田
- 石田浜海水浴場
  - 石田フィッシャリーナ

その他
- YKKセンターパーク
- 宮野運動公園
- くろべ牧場まきばの風
- 黒部川扇状地湧水群（名水百選、水の郷百選）
- 黒部市吉田科学館
- 黒部市国際文化センターコラーレ
- 黒部市総合公園
- 黒部市総合体育センター
- 嘉例沢森林公園
- 中ノ口緑地公園

### その他の祭・催事
- 宮野山桜まつり（4月中旬）
- カーター記念黒部名水マラソン（5月下旬）
- じんじん祭り（6月24日 - 6月26日）
- くろべ市民まつり（8月上旬）

## 出身人物
- 大田弘（熊谷組社長）
- 大西浩次（天文学者）
- 佐々木大樹（彫刻家）
- 黒部進（俳優）
- 峰蘭太郎（俳優）
- 宮腰光寛（政治家）
- 西本英雄（漫画家）
- 川村啓真（元プロ野球選手）
- 湯上谷竑志（元プロ野球選手）
- 藤井翼（元プロ野球選手）
- 冨岡聖平（米マイナーリーガー）
- 澤田大筰（医学博士、社会起業家）
- 吉野山要次郎（元大相撲力士）
- 中野俊成（放送作家）
- 上野透（北日本放送アナウンサー）
- 能嶋宏弥（プロボクサー）
- 松平寛未（元北日本放送アナウンサー）
- 森開こゆき（フリーアナウンサー）
- 山田清機（ノンフィクション作家）
- 吉本浩二（漫画家）
- 牧野ステテコ（芸人）
- 志真うた（芸人）
- 村椿晃（政治家、魚津市長）
- 森丘覚平（政治家）
- 森丘正唯（政治家）
- 森丘金太郎（公務員）
- 柳原正樹（国立美術館理事長）
- 荻野葉月（声優）[29]

## 黒部市を舞台にした作品

### 映画
- 『雪崩』（1952年公開） - 本市でロケが行なわれた。戦後の富山県内のロケ第1号[30]。
- 『カノン』（2016年5月公開） - 本市でロケが行われた。[31]
- 『四月の永い夢』（2018年公開）
- 『剣の山』[32]立山黒部ジオパーク映画(2017年公開)現在の清明中学校が舞台の高校に通う生徒及び教師が主人公。

### 小説
- 『高熱隧道』（吉村昭著）

### 漫画
- 『ヒカルの碁』（ほったゆみ（原作）、小畑健（漫画）） - 第109局にて宇奈月温泉の延対寺荘が登場。

### テレビドラマ
- 『高良くんと天城くん』（2022年・毎日放送ほか） - 舞台の高校が閉校になっている黒部市立鷹施中学校の校舎を利用。エンディングには生地海岸が登場。